# Svenska cupen i fotboll 1945
Svenska cupen i fotboll 1945 var den femte upplagan av Svenska cupen. Turneringen avslutades den 26 augusti 1945 med finalen, som spelades på Råsunda. IFK Norrköping vann 4–1 mot Malmö FF inför 31 886 åskådare.

## Andra omgången
De 8 matcherna i denna omgång spelades den 8 juli 1945.
| Tie no | Hemmalag            | Resultat   | Bortalag             | Publik |
| ------ | ------------------- | ---------- | -------------------- | ------ |
| 1      | AIK (A)             | 2–1        | Halmstads BK (A)     | 5 766  |
| 2      | IF Elfsborg (A)     | 3–2 (e.f.) | Ludvika FfI (A)      | 2 000  |
| 3      | IFK Göteborg (A)    | 5–1        | Landskrona BoIS (A)  | 3 160  |
| 4      | IS Halmia (A)       | 5–1        | Nybro IF (D2)        | 1 704  |
| 5      | Helsingborgs IF (A) | 5–2        | GAIS (A)             | 4 563  |
| 6      | Malmö FF (A)        | 3–0        | Surahammars IF (D2)  | 8 446  |
| 7      | IFK Norrköping (A)  | 2–1        | Degerfors IF (A)     | 3 717  |
| 8      | Västerås IK (D3)    | 5–7 (e.f.) | Reymersholms IK (D2) | 2 350  |

## Kvartsfinal
De fyra matcherna i denna omgång spelades den 15 juli 1945. 